# Ключ 209
Ключ 209, що означає «ніс», — це 1 із 2 ключів Кансі (загалом 214 ключів), що складається з 14 рисок.
У Словнику Кансі є 49 ієрогліфів (з 49 030) з цим ключем

## Похідні ієрогліфи
| Риски | Ієрогліфи   |
| ----- | ----------- |
| +0    | 鼻          |
| +2    | 鼽 鼼       |
| +3    | 鼾 鼿       |
| +4    | 䶊 䶋       |
| +5    | 𪖠 齁 齀 䶌 |
| +6    | 䶍 䶎       |
| +7    | 𪖫 𪖬 䶏    |
| +8    | 𪖭 齂       |
| +9    | 齃 齄 齃    |
| +10   | 齅 齆       |
| +11   | 𪖺 齇       |
| +13   | 𪗀 䶐 齈    |
| +16   | 䶑          |
| +22   | 齉          |

Як самостійний символ 鼻 є китайським ієрогліфом. Це один із Кьоїку кандзі, який вивчають у початковій школі Японії.  Зокрема, це кандзі третього класу. 

## Варіації написання
| Словник Кансі, Китай | Японія | Корея |
| -------------------- | ------ | ----- |
| 鼻                   | 鼻     | 鼻    |

## Зовнішні посилання
- База даних Unihan - U+9F3B